# Карачич, Фран
Фра́н Кара́чич (хорв. Fran Karačić; 12 мая 1996, Загреб, Хорватия) — австралийский футболист хорватского происхождения, защитник клуба «Рудеш» и сборной Австралии.

## Клубная карьера
Карачич — воспитанник клубов «Загреб» и «Локомотива». В 2015 году для получения игровой практики Фран на правах аренды был отдан в «Лучко». В матче против «Цибалии» он дебютировал во Втором дивизионе Хорватии. Летом того же года Карачич вернулся в «Локомотиву». В матче против загребского «Динамо» он дебютировал в чемпионате Хорватии. 8 августа 2016 года в поединке против «Осиека» Фран забил свой первый гол за «Локомотива».

## Международная карьера
Отец Франа родился в Австралии, поэтому у него есть возможность выбора сборной.
В 2017 году Карачич сыграл несколько матчей за молодёжную сборную Хорватии, а через год принял решение выступать за Австралию. ФИФА подтвердила, что игрок может начать выступления за новую национальную сборную.